# Bataille de Clontarf
La bataille de Clontarf (en irlandais : Cath Chluain Tarbh) a lieu le 23 avril 1014 et s'achève sur la victoire des Irlandais de Brian Boru sur les Vikings et leurs alliés autochtones. Elle met un point final à la conquête de l'Irlande par les Scandinaves.

## Contexte
À la fin du VIIIe siècle, les Vikings lancent leurs premiers raids contre l'Irlande dans la région de la future Dublin. Au IXe siècle, les Vikings commencent à installer des colonies de peuplement et construisent des forts sur les côtes d'Irlande, qui donneront naissance aux villes de Dublin, Waterford, Wexford, Cork et Limerick. Vers le milieu du Xe siècle, les Vikings entrent en possession de grands territoires et étendent leur suprématie sur une partie de l'Irlande.
Depuis la victoire irlandaise à la bataille de Glenmama en 999, Dublin est sous contrôle irlandais. Brian Boru, roi de Munster, devient alors Ard Rí (Haut-Roi) d’Irlande. En 1012, des tensions internes réapparaissent : Flaithbertach Ua Néill attaque le Cenél Conaill, tandis que Mael Sechnaill mène une contre-offensive. Profitant de l’instabilité, Sigtryggr et Mael Morda attaquent le royaume de Mide. Mael Sechnaill échoue dans une riposte autour de Dublin et subit de lourdes pertes.
Sigtryggr forme une alliance avec des forces vikings extérieures, notamment Sigurd des Orcades et Brodir de Man (en). De son côté, Brian Boru mobilise les armées du Munster, ainsi que des soutiens régionaux, dont Mael Sechnaill, Mael Ruanaidh Ua Heidhin (en) (roi de Uí Fiachrach Aidhne) et Tadhg Mór Ua Cellaigh (en) (roi de Uí Maine).

## La bataille

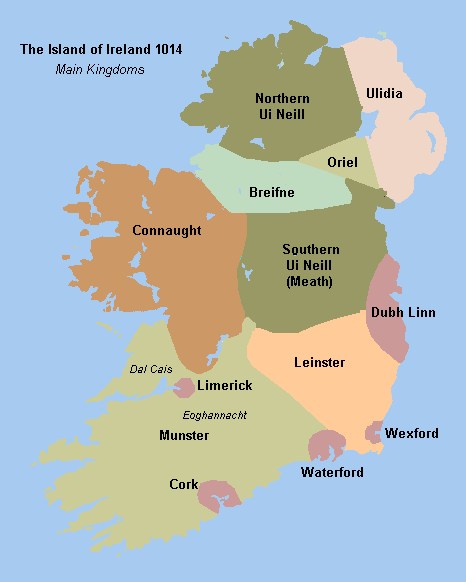
L'Irlande en 1014.

Le Vendredi Saint 23 avril 1014, douze ans après avoir été sacré « Empereur des Irlandais », Brian Boru, avec l'appui de son ancien rival Mael Seachnaill II Mór, ex-roi de Tara affronte les Vikings et leurs alliés à Clontarf.  
L’alliance norse-leinster comprend des guerriers venus des Orcades, Shetland, des îles de Man et Skye, de Lewis, Kintyre, Argyll, Bretagne et Cornouailles, équipés de cottes de mailles. Les forces irlandaises, plus nombreuses, portent peu d’armure et privilégient les armes légères telles que les javelots. 
Face aux troupes de Boru se trouvent celles réunies par Gormflaith, femme répudiée de Brian Boru: celles de Máel Mórda, frère de Gormflaith, roi de Leinster, et celles du roi de Dublin Sigtryggr Silkiskegg (fils d’Olaf Kvaran et de Gormflaith), appuyées par des Scandinaves des Orcades et des Hébrides.  
Les sagas nordiques, notamment Orkneyinga saga et Njáls saga, rapportent que Sigurd arbore la bannière au corbeau, un étendard censé donner la victoire à l’armée mais condamner son porteur. Sigurd meurt au combat après avoir brandi lui-même l’étendard, tous ses porte-étendards ayant été tués.
La Cogad Gaedel re Gallaib décrit une bataille sanglante, où seuls cent soldats de Brian et vingt Vikings survivent. De nombreux Vikings périssent noyés dans le port avec la marée montante. Malgré la victoire irlandaise, Brian est tué dans sa tente par Brodir. 
La bataille mobilise 20 000 hommes du côté irlandais et dure plusieurs jours. On dénombre 7 000 victimes du côté scandinave, dont : 
- Sigurd Hlodvirsson, jarl des Orcades
- Máel Mórda mac Murchada, roi de Leinster, et Domnall mac Fergal, roi de Fortuatha (en)
- Dubgall mac Amlaib et Gilla Ciarain mac Glun Iairn, frère et un neveu du roi Sigtryggr Silkiskegg de Dublin
- Oittir Dub, Suartgair, Donnchad Ui Erulb, Grisène, Luime et Amlaib mac Lagmann, chefs vikings.

Âgé de 73 ans, Brian est tué par un fuyard scandinave après le combat. Il est assassiné sous sa tente par le viking Brotor ou Brodir. L’aîné de ses fils, Murchad mac Briain, qui commandait les hommes du Munster, et son petit-fils Toirdlebhach périssent dans la bataille avec 4 000 Irlandais. Les Scandinaves sont finalement écrasés mais les Irlandais, désorientés par la perte de leurs chefs, ne profitent pas de leur victoire pour entrer dans Dublin. Les sept royaumes sont séparés avec comme rois suprêmes dans un premier temps Mael Seachnaill II Mór rétabli, puis les descendants de Brian (O'Brien) qui devront s'opposer à de nombreux prétendants.

## Les conséquences
Les Norvégiens comprennent qu’ils ne pourront pas soumettre l’Irlande et se contentent de poursuivre leurs activités commerciales dans les limites de leurs villes-comptoirs de Dublin, Wexford, Cork et Limerick.
Les Irlandais se dispersent. Au XIe siècle, l’Irlande compte entre cent et deux cents royaumes d’importance très variable. Les Scandinaves tendent peu à peu à s’assimiler à la population celtique ; ils enseignent aux Celtes l’art de naviguer et tirent les Irlandais de leur relatif isolement grâce à leurs villes-comptoirs. Les Irlandais leur apportent leur culture littéraire et artistique, et jouent un rôle dans leur conversion au catholicisme.